# Tom Dooley (píseň)
„Tom Dooley“ je americká lidová píseň ze Severní Karolíny. Pojednává o dívce Lauře Foster, kterou v roce 1866 zavraždil voják Tom Dula (píseň se jmenuje na rozdíl od něj „Dooley“). Dula byl následně odsouzen k trestu smrti a v roce 1868 popraven. V roce 1958 se verze této písně od skupiny The Kingston Trio dostala na první místo americké hitparády. V roce 2012 tuto píseň pod názvem „Tom Dula“ nahrál Neil Young společně se skupinou Crazy Horse a vydal ji na svém albu Americana.
česká coververze
- Pod původní názvem s textem, který napsali Jan Vyčítal a Vít Hrubín ji v roce 1995 nazpíval Jan Vyčítal
- Pod původní názvem ji s vlastní textem v roce 1995 nazpíval Mirek Hoffmann
- Pod původní názvem s textem Eduarda Krečmara ji v roce 1996 nazpíval Ladislav Vodička